# Déflateur du PIB
En économie, le déflateur du PIB est un des indicateurs économiques permettant de mesurer l'inflation.
Un autre indicateur, plus courant, est l'indice des prix à la consommation.

## Définition
De manière générale, un déflateur est un instrument permettant de corriger une grandeur économique des effets de l'inflation.
Le déflateur du PIB est calculé à partir des évolutions du PIB nominal et du PIB réel. Concrètement, il est calculé de la façon suivante :
où :
- PIB nominal = valeur du PIB mesurée aux prix de l'année courante (cette mesure inclut donc les effets de l'inflation ou de la déflation) ;
- PIB réel = valeur du PIB aux prix d'une année de référence (à prix constants).

Le déflateur du PIB peut être utilisé par exemple pour déflater les composantes du PIB, de sorte que l'augmentation cumulée de ces composantes corresponde précisément à l'augmentation du PIB aux prix de l'année de référence.
De manière générale, et en fonction notamment du volume et de l'évolution des prix des importations et des exportations, le déflateur du PIB s'écarte de l'indice des prix à la consommation, mais la différence est habituellement faible.